# Монтиливи
Монтиливи (на испански: Estadi Montilivi) е футболен стадион в Жирона, Каталуния, Испания. На него домакинските си мачове играе отборът на Жирона ФК. Построен и октрит през 1970 година. Капацитетът му към 2025 година е 14 624 души.
Решението за построяване на стадиона е взето през сезон 1967/68. Открит е официално на 14 август 1970 година в мач срещу ФК Барселона. С изключение на една част от основните трибуни стадионът не е покрит. До сезон 2009/10 капацитетът му е около 10 000 души. Професионалната испанска футболна лига изисква подобрение на стадиона, в резултат на което са изградени допълнителни места, стая за допинг контрол, подобрени са мерките за сигурност и журналистическите трибуни.
През сезон 2023/24 стадионът е оборудван с червени седалки и капацитета му достига 14 624 души след инсталиране на допълнителна горна трибуна. До стадиона е изградено допълнително игрище с размери 90 × 45 метра, както и баскетболни и тенис игрища. 
Стадионът приема и международни приятелски срещи като на него мачове е играл и националния отбор по футбол на Каталуния.